# Walvisgezang
Walvisgezang is het geluid dat door walvissen wordt voortgebracht om te communiceren. Het woord "gezang" wordt in het bijzonder gebruikt om het patroon van voorspelbare en herhaalde geluiden te beschrijven die door bepaalde soorten walvissen (in het bijzonder de bultrug) worden geproduceerd. Walvisgezangen behoren tot de diermuziek.
Walvissen en andere aquatische zoogdieren zoals dolfijnen en bruinvissen zijn afhankelijker van geluid voor communicatie en gevoel dan hun aardse tegenhangers, omdat de absorptie van licht door het water het zien moeilijk maakt en omdat de vrij langzame beweging van het water in vergelijking met lucht de doeltreffendheid van geur als communicatiemiddel vermindert. Geluid daarentegen wordt door het water goed doorgegeven.

## Productie van geluid
Mensen produceren geluid door lucht door het strottenhoofd te drijven. De stembanden binnen het strottenhoofd openen en sluiten zich om zo nodig de stroom van lucht in afzonderlijke luchtcomponenten te scheiden. Deze componenten worden gevormd door de keel, de tong en de lippen en resulteren in het gewenste geluid.
De walvisachtige geluidsproductie verschilt duidelijk van dit mechanisme. Het precieze mechanisme verschilt bij de twee belangrijkste subfamilies van walvisachtigen, Odontoceti (de tandwalvissen, waaronder dolfijnen) en Mysticeti (baleinwalvissen, waaronder de grootste walvissen, zoals de blauwe vinvis)

### Geluidsproductie van tandwalvissen

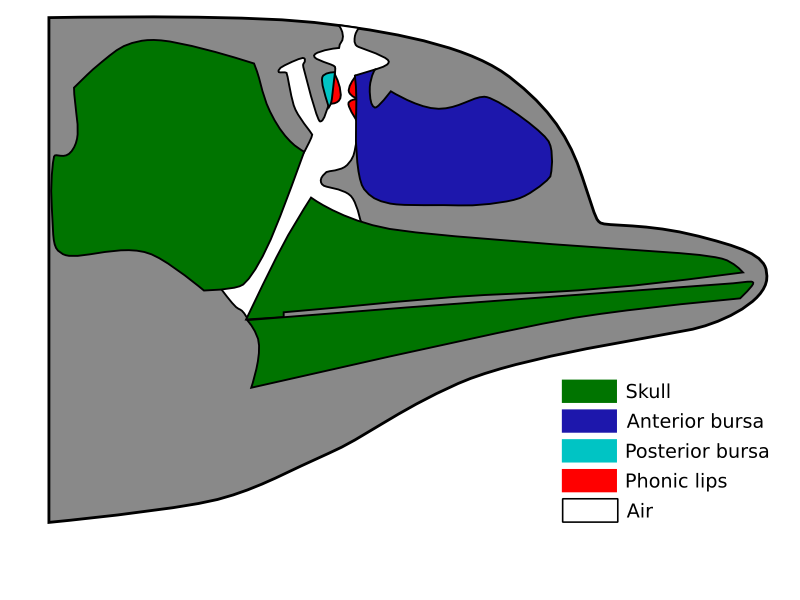
Vereenvoudigde dolfijnenkop met geluidsorganen aangegeven (Engels)

Tandwalvissen maken snelle klikjes en fluitjes met een hoge frequentie. Afzonderlijke klikjes worden over het algemeen gebruikt om met behulp van de echo de plaats te bepalen, terwijl een combinatie klikjes en fluitjes voor communicatie met soortgenoten worden gebruikt. Hoewel een grote groep dolfijnen een echte kakofonie van lawaai kan maken, is er erg weinig bekend over de betekenis van het geluid. Eén onderzoeker vergeleek het luisteren naar zo'n groep dolfijnen als het luisteren naar een groep kinderen op een speelplaats.
De geluiden zelf worden veroorzaakt door lucht door een structuur in het hoofd die lijkt op de menselijke neuspassage te laten stromen, de "fonische lippen" genoemd. Elke tandwalvis, behalve de potvis, heeft twee reeksen fonische lippen en kan zo twee onafhankelijke geluiden tegelijk maken. De trilling van het fonische lippenmembraan wordt door weefsel in het hoofd omgezet in geluid.

### Geluidsproductie van baleinwalvissen
Baleinwalvissen brengen lange, lage tonen voort die bekendstaan als de geluiden van het walvislied.
Baleinwalvissen hebben geen fonetische lippenstructuur. In plaats daarvan hebben zij een strottenhoofd dat waarschijnlijk een rol bij de geluidsproductie speelt. Toch heeft het geen vocale elementen en wetenschappers blijven daarom in het ongewisse over de precieze werking van het mechanisme. Het proces kan in ieder geval niet volledig analoog zijn aan de menselijke geluidsproductie, omdat walvissen niet hoeven uit te ademen om geluid voort te brengen. Het is waarschijnlijk dat zij met deze bedoeling lucht rond het lichaam recycleren.
De meeste baleinwalvissen produceren geluiden met een frequentie van 15 tot 20 Hz, hetgeen net buiten het menselijk gehoor ligt. Nochtans rapporteerden zeebiologen aan het Oceanografische Instituut van Woods Hole in de New Scientist in december 2004 dat zij een walvis in de Stille Oceaan 12 jaar hadden gevolgd die met een frequentie van 52 Hz zong (zie externe link). De wetenschappers kunnen momenteel dit verschil in frequentie nog niet verklaren, maar zij sluiten de mogelijkheid uit dat de gevolgde walvis een nieuwe soort was. In plaats daarvan stelden zij dat de momenteel bekende soorten een bredere vocale waaier van geluid kunnen produceren dan eerder gedacht.

## Het lied van de bultrug

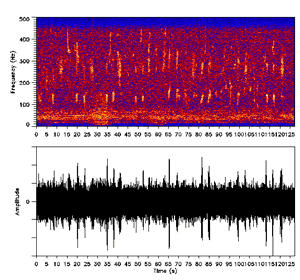
Bultrug
Spectrogram, 10x versneld
—

Twee groepen walvissen, de bultrug en ondersoorten van de blauwe vinvis die in de Indische Oceaan leven, staan bekend om de herhaalde geluiden met variërende frequenties. Deze geluiden staan bekend als het walvisgezang.
Mannelijke bultruggen voeren dit ritueel slechts tijdens het paarseizoen uit en daarom wordt vermoed dat de geluiden een rol in de seksuele selectie spelen. Of de liederen een concurrerend element zijn tussen mannetjes die dezelfde partner zoeken, is niet bekend.
De interesse voor het walvisgezang werd gewekt door de onderzoekers Roger Payne en Scott McVay die de liederen in 1971 analyseerden. De liederen volgen een verschillende hiërarchische structuur. De basiseenheden van het lied (soms de "noten" genoemd) zijn losse ononderbroken emissies van geluid die maximaal een paar seconden duren. Deze geluiden variëren in frequentie van 20 Hz tot 10 KHz (mensen horen over het algemeen geluiden tussen 20 Hz en 20 KHz). De strofen kunnen veranderen in frequentie (dat wil zeggen het geluid kan hoger of lager worden, of hetzelfde blijven tijdens de noot) en de amplitude kan veranderen (het kan luider of stiller worden).
Een verzameling van vier of zes eenheden staat bekend als een subuitdrukking. Zo'n subuitdrukking duurt ongeveer 10 seconden. Twee subuitdrukkingen vormen samen een uitdrukking. Een walvis zal steeds weer dezelfde uitdrukking 2 tot 4 minuten herhalen. Dit staat bekend als een thema. Twee thema's samen staan bekend als een lied, hetgeen ongeveer 20 minuten duurt. De walvis herhaalt steeds hetzelfde lied, steeds begint hij opnieuw. Dit kan uren of zelfs dagen duren.
Verder zal het lied van elke walvis langzaam in tijd evolueren. Zo kan in de loop van een maand een bepaalde noot steeds meer afvlakken of steeds luider worden. Het tempo van het lied van een walvis verandert ook. Sommige jaren kan het lied vrij snel veranderen, terwijl er andere jaren weinig variatie kan worden geregistreerd.

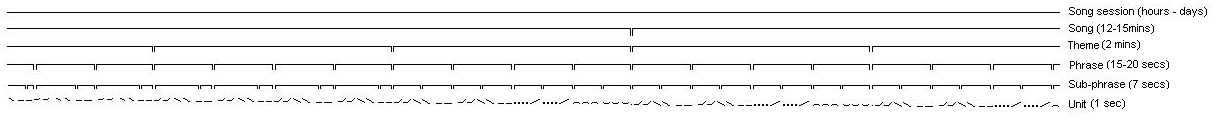
Geïdealiseerd schema van het gezang van een bultrug

De walvissen die in dezelfde geografische gebieden voorkomen, produceren vaak gelijkaardige liederen. Er zijn dan slechts kleine variaties in het gezang. Walvissen in niet-overlappende gebieden zingen volledig verschillende melodieën.
Tijdens de evolutie van het lied blijkt dat de oude patronen niet opnieuw worden gezongen. Een analyse van 19 jaar walvisliederen resulteerde in de conclusie dat – hoewel algemene patronen in liederen terugkomen – dezelfde combinaties nooit opnieuw worden gezongen.
Bultruggen kunnen ook geluiden maken die geen deel van een lied uitmaken, in het bijzonder tijdens paarrituelen.
Tot slot maakt de bultrug een derde klasse van geluid. Dit is een lang geluid (5-10 seconden) met een ongeveer constante frequentie die de dieren rond etenstijd produceren. Bultruggen zijn elkaar over het algemeen behulpzaam bij de voedselvangst door zich in groepen te verzamelen. In zulke groepen zwemmen ze onder scholen vissen, om vervolgens tegelijkertijd allemaal verticaal omhoog te komen om zo de vissen te vangen. Voorafgaand aan deze aanvallen maken de walvissen hun "etensroep". Het precieze doel van deze roep is niet bekend, maar onderzoek heeft naar voren gebracht dat vissen weten wat het betekent. Toen ze een walvisgeluid te horen kregen, beantwoordde een groep haringen het geluid door weg te zwemmen, alhoewel er geen walvis in de buurt was.

## Andere walvisgeluiden
De meeste andere walvissen en dolfijnen maken ook geluiden, variërend van eenvoudige tonen tot ingewikkelde melodieën. Van bijzonder belang is het geluid van de witte dolfijn: een immense verscheidenheid van fluitende geluiden en impulsachtige klikjes. Het is niet voor niets dat dit dier als "zeekanarie" bekendstaat.

## Menselijke interactie
Hoewel sommige waarnemers stellen dat de betovering van de liederen van de walvissen eenvoudig is te verklaren uit het feit dat de dieren in het water leven, geloven de meeste zeezoogdierwetenschappers dat het geluid een bijzonder essentiële rol in de ontwikkeling en het welzijn van walvisachtigen speelt. Critici zeggen dat degenen die tegen walvisvangst zijn, het gedrag van walvissen hebben vermenselijkt in een poging om hun zaak te ondersteunen. Omgekeerd hebben pro-walvisvangstnaties de betekenis van de geluiden soms afgewimpeld.
Zij die geloven dat de liederen van wezenlijke betekenis zijn, zijn in het bijzonder bezorgd over het lawaai in veel gebieden van de oceanen. Onderzoek heeft aangetoond dat het verhoogde scheepvaartverkeer in bijvoorbeeld de wateren van Vancouver ertoe heeft geleid dat de orka zijn frequentie heeft aangepast en harder is gaan zingen, in een poging om gehoord te worden. Milieudeskundigen vrezen dat dergelijke scheepsactiviteit het dier te zwaar belast.

## Geluidsbestanden
- Gezang van een bultrug

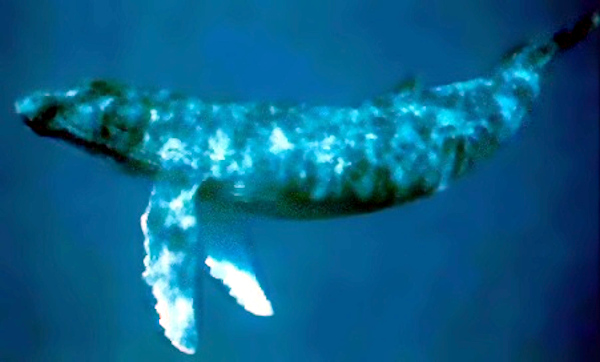
Bultrug

- Gezang van een bultrug op een winderige dag
- "Gezang" van een orka
- Gezang van een orka op afstand
- Geluiden van een orka